# Mosnac, Charente-Maritime

Mosnac este o comună în departamentul Charente-Maritime, Franța. În 1 ianuarie 2022 avea o populație de 489 de locuitori.